# Otok Silba
Otok Silba är en ö i Kroatien.   Den ligger i länet Zadars län, i den sydvästra delen av landet, 190 km sydväst om huvudstaden Zagreb. Arean är 14,7 kvadratkilometer.
Terrängen på Otok Silba är platt. Öns högsta punkt är 79 meter över havet. Den sträcker sig 7,5 kilometer i nord-sydlig riktning, och 5,6 kilometer i öst-västlig riktning.